# Ernst Riedlsperger
Ernst Riedlsperger, 9 janvier 1963 à Zell am See, est un ancien skieur alpin autrichien.

## Palmarès

### Championnats du monde
| Édition / Épreuve        | Descente | Slalom géant | Slalom  | Combiné |
| ------------------------ | -------- | ------------ | ------- | ------- |
| Mondiaux 1982 Schladming | —        | —            | —       | 8e      |
| Mondiaux 1985 Bormio     | —        | —            | Abandon | Argent  |

### Coupe du monde
- Meilleur résultat au classement général : 45e en 1985

#### Saison par saison
- Coupe du monde 1981 :
  - Classement général : 85e
- Coupe du monde 1982 :
  - Classement général : 59e
- Coupe du monde 1984 :
  - Classement général : 78e
- Coupe du monde 1985 :
  - Classement général : 45e

### Arlberg-Kandahar
- Meilleur résultat : 9e place dans le super-G 1985 à Garmisch